# Il pittore e la città
Il pittore e la città è un film del 1956 diretto da Manoel de Oliveira che racconta una giornata a Oporto nello sguardo del pittore Antonio Cruz, che interpreta sé stesso e i cui disegni prodotti durante il tour cittadino appaiono spesso quali dissolvenze incrociate con i fotogrammi delle riprese cinematografiche.

## Trama
Un'immagine che ne segue un'altra e nell'equilibrio delle architetture e delle acque, delle opere di ingegneria come il ponte - icona di Oporto progettato da  Théophile Seyrig o della scena che appare che appare imprevista  della vela bianca che solca il Duoro seguita dalla vela nera. Dalla vaghezza ottenuta attraverso il fumo del treno a vapore o lo schizzo del pittore all'esattezza scandita dagli orari della folla che in base a questi si muove in contrasto con la libertà del pittore a caccia di immagini.

## Riconoscimenti
Premiato al Cork International Film Festival «dove ottenne il plauso (...) di Basil Wright».

## Produzione
Georges Sadoul, nel suo Dictionnaire del Cinéastes (1965), dopo aver scritto che il cineamatore Oliveira «portò nel cinema portoghese una passione e sensibilità che dettero qualche frutto notevole» sottolineò come tutte «le sue opere furono prodotte in proprio».